# Theodore Millon

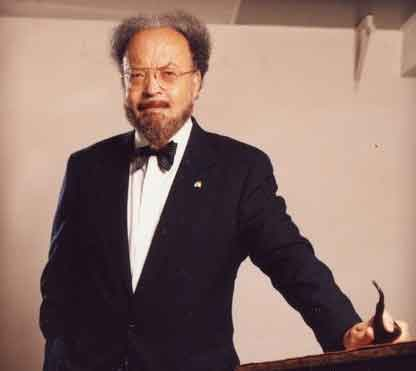
Theodore Millon, 2000

Theodore Millon (* 18. August 1928; † 29. Januar 2014) war ein US-amerikanischer Psychologe, der durch seine Arbeiten zu Persönlichkeitsstörungen bekannt wurde. Er arbeitete zuletzt als emeritierter Professor an der Harvard Medical School und der University of Miami.

## Leben
Millon wurde in Brooklyn (New York) als einziges Kind jüdischer Eltern geboren, die aus Litauen und Polen in die USA eingewandert waren. Seine Vorfahren wanderten im 19. Jahrhundert aus Waloschyn in Russland aus.
Er erwarb Abschlüsse an amerikanischen und europäischen Universitäten und war 15 Jahre lang Mitglied des Kuratoriums des Allentown State Hospital, einem großen psychiatrischen Krankenhaus in Pennsylvania.
Kurz darauf wurde er Gründungsredakteur des Journal of Personality Disorders und der erste Präsident der International Society for the Study of Personality Disorders.
Im Jahr 2008 zeichnete die Amerikanische psychologische Gesellschaft (APA) Millon für sein Lebenswerk aus und benannte einen Preis nach ihm. Mit dem „Theodore Millon Award in Personality Psychology“ werden seit 2004 Psychologen geehrt, die den wissenschaftlichen Fortschritt auf den Gebieten der Persönlichkeitspsychologie vorangetrieben haben, sei es durch Arbeiten zu Persönlichkeitstheorie, Persönlichkeitsstörungen oder Verfahren zur Persönlichkeitsmessung.

## Leistungen
Millon hat zahlreiche bekannte Lehrbücher zu Persönlichkeitsstörungen und deren Behandlung verfasst, entwickelte einflussreiche diagnostische Fragebogenverfahren wie das Millon Clinical Multiaxial Inventory und trug zur Verbesserung früherer Ausgaben (DSM-III und DSM-IV) des Diagnostic and Statistical Manual of Mental Disorders (DSM) bei. So geht auf ihn wesentlich die Einführung der ängstlich-vermeidenden Persönlichkeitsstörung ins DSM zurück.
Neben anderen Diagnosen, war Millon ein Befürworter einer erweiterten Version der passiv-aggressiven Persönlichkeitsstörung.

## Auszeichnungen
- 2008: Gold Medal Award For Life Achievement in the Application of Psychology (APA)

## Werke (Auswahl)
- 2004: Personality Disorders in Modern Life, John Wiley and Sons, ISBN 0-471-23734-5.
- 2004: Masters of the Mind: exploring the story of mental illness. John Wiley & Sons, ISBN 978-0-471-46985-8.
- 2007: (mit Seth Grossman) Moderating Severe Personality Disorders: A Personalized Psychotherapy Approach, John Wiley & Sons.
- 2008: (mit Paul H. Blaney) Oxford Textbook of Psychopathology, 2nd Ed., Oxford University Press.
- 2008: The Millon inventories: a practitioner's guide to personalized clinical assessment, Guilford Press, ISBN 978-1-59385-674-8.